# Mikia tepens
Mikia tepens là một loài ruồi trong họ Tachinidae.